# بوب هربرت
بوب هربرت (بالإنجليزية: Bob Herbert)‏ هو صحفي أمريكي، ولد في 7 مارس 1945 في بروكلين في الولايات المتحدة.

## وصلات خارجية
- بوب هربرت على موقع IMDb (الإنجليزية)
- بوب هربرت على موقع الموسوعة البريطانية (الإنجليزية)
- بوب هربرت على موقع إن إن دي بي (الإنجليزية)